# Замок Баллимор
Замок Баллимор (англ. Ballymore Castle) — замок, находится в ирландском городе Лоренстаун в графстве Голуэй.

## История замка
Замок Баллимор был построен Джоном Лоренсом примерно в 1585 году на земле, которой он обладал благодаря браку с дочерью О’Меддена, лорда Лонгфорда. Строение было разрушено в последующих войнах и было отремонтировано в 1620 году сыном Джона Уолтером. Джон Лоренс Младший был лишен собственности Кромвелем в 1641 году, так как он поддерживал королевские войска во время гражданской войны. Замок и большинство его поместий были переданы сэру Томасу Ньюкомену.
Он сдавал в аренду Лоренсам замок на протяжении многих лет. С его смертью здание перешло к Николасу Кьюсаку из Кьюшинстауна, графство Мит, который продал своё владение Джону Эйру из Эйркурта примерно в 1720 году.
Семья Сеймур поселилась в замке около 1700 года. В 1815 крепость была модернизирована и к ней был добавлен большой особняк. Томас Сеймур приобрел замок и земли поблизости в 1824 году. Эта семья оставалась хозяином замка до начала текущего столетия. Миссис Хейл, родственница Сеймуров, унаследовала имущество, большая часть которого была приобретена Ирландской Земельной Комиссией. Она сдавала в аренду замок семье Смитов и Майору Белесси, известному своей дурной репутацией.
Семью Белесси приехала в Баллимор в 1948 году под ложным предлогом, что их деньги были задержаны в результате перевода с английских счетов. Майор Белесси разыскал и получил кредиты от многих владельцев магазинов и фермеров в округе. Прошло время, а долги не были выплачены. Машина Белесси была часто замечена покидающей замок ночью и возвращающейся утром. Это послужило поводом для подозрений и замешательств для многих; те же, кто знал о происходящем, были «поддержаны» в сохранении молчания. Все наконец выяснилось после того известия, что в замке пропало столовое серебро в результате ночных путешествий. Майор был арестован и получил небольшой тюремный срок. Семья Белесси покинула Баллимор, когда ей не удалось получить какую-либо финансовую помощь от местного духовенства. Миссис Хейл вернулась и оплатила часть долгов Белесси для восстановления доброго имени замка. После этого крепость была продана вместе с окружающими землями Джо Нотону за £9.000. Его семья до сих пор владеет Баллимором.